# Nicole Van Den Broeck
Nicole Van Den Broeck (ur. 9 listopada 1946 w Meise, zm. 20 kwietnia 2017) – belgijska kolarka szosowa, złota medalistka mistrzostw świata.

## Kariera
Największy sukces w karierze Nicole Van Den Broeck osiągnęła w 1973 roku, kiedy zdobyła złoty medal w wyścigu ze startu wspólnego podczas mistrzostw świata w Barcelonie. W zawodach tych wyprzedziła bezpośrednio Holenderkę Keetie van Oosten-Hage oraz Walentiną Rebrowską ze Związku Radzieckiego. Ponadto w 1975 roku zwyciężyła we włoskim wyścigu Trofeo Alfredo Binda - Comune di Cittiglio. Wielokrotnie zdobywała medale mistrzostw kraju, w tym pięć złotych. Nigdy nie wzięła udziału w igrzyskach olimpijskich.